# Louis de Bussy
Pour les articles homonymes, voir de Bussy.
Louis de Bussy (nom complet : Marie Anne Louis de Bussy) né le 22 mars 1822 à Nantes et mort le 24 avril 1903 à Paris, est un ingénieur militaire du génie maritime, attaché notamment au service des constructions navales à Lorient.

## Biographie

### Famille et formation
Marie Anne Louis de Bussy est né le 22 mars 1822 à Nantes. Son père, Marie Stanislas François de Bussy est inspecteur sédentaire des Douanes, et sa mère Flore, née Brouard, sont domiciliés rue de l'Arche-Sèche. C'est une famille catholique pratiquante aux origines picardes et bretonnes. Il a 13 ans lorsque ses parents meurent en l'espace de quelques mois, en 1834 et 1835. La fratrie comporte alors quatre enfants, une fille ainée, qui a 22 ans, et trois garçons plus jeunes, Louis est le second des garçons.
Pour sa scolarité le jeune Louis de Bussy rentre au collège de la rue de Vaugirard, à Paris, dans le nouvel établissement de l’institution de l’abbé Poiloup. Il commence par des études littéraires, puis à 18 ans il s’oriente en mathématiques. Tout en consacrant du temps à faire des répétitions, pour subvenir à ses besoins financiers, il prépare des concours. En 1841, il réussit celui d’admission à l’École spéciale militaire de Saint-Cyr néanmoins il préfère poursuivre ses études au Collège Saint-Louis pour préparer le concours d'entrée à l’École Polytechnique. Ayant toujours des finances exsangues, il accepte un travail proposé par la librairie Lecoffre, il doit préparer une réédition d'un texte de Démosthène, le Discours sur la Couronne, tout en travaillant activement ses cours.
En 1842, Louis de Bussy est admis à l'École polytechnique. Cette année est un moment important pour la fratrie : son frère plus âgé sort du Séminaire Saint-Sulpice et devient prêtre à Paris ; son frère plus jeune est admis à l'École des Mines de Paris ; et sa sœur aînée, qui s'est occupé des garçons depuis le décès des parents, entre dans les ordres à la congrégation des Fidèles compagnes de Jésus. 
À la sortie de Polytechnique, le rang de Louis de Bussy ne lui permet pas d'obtenir son premier choix : le Génie maritime, il choisit Commissaire des poudres et salpètres qu'il intègre le 19 mars 1845. Mais son ami Gustave Maurouard, dont le rang de sortie lui a permis d'entrer au Génie maritime, « perd deux ou trois rangs à la suite d'une histoire de duel ». Les deux jeunes gens se mettent d'accord pour permuter leur affectation, ce qui fait que huit jours plus tard, le 27 mars 1845, Louis de Bussy est admis élève de l'École nationale supérieure du génie maritime et Gustave Maurouard est admis élève commissaire des poudres et salpètres.

### Premières affectations et navigations
Après ses quatre années de formation, Louis de Bussy commence sa carrière, à l'arsenal de Lorient, comme sous-ingénieur de 3e classe le 3 octobre 1846. C'est lors de cette première période à Lorient qu'il épouse, le  13 octobre 1846, Clémence Cartault de la Verrière qu'il a connu lors d'une mission à Rochefort lorsqu'il était élève à l'École du Génie maritime. À cette époque, son père est en poste à Rochefort comme colonel directeur de l'artillerie du port.

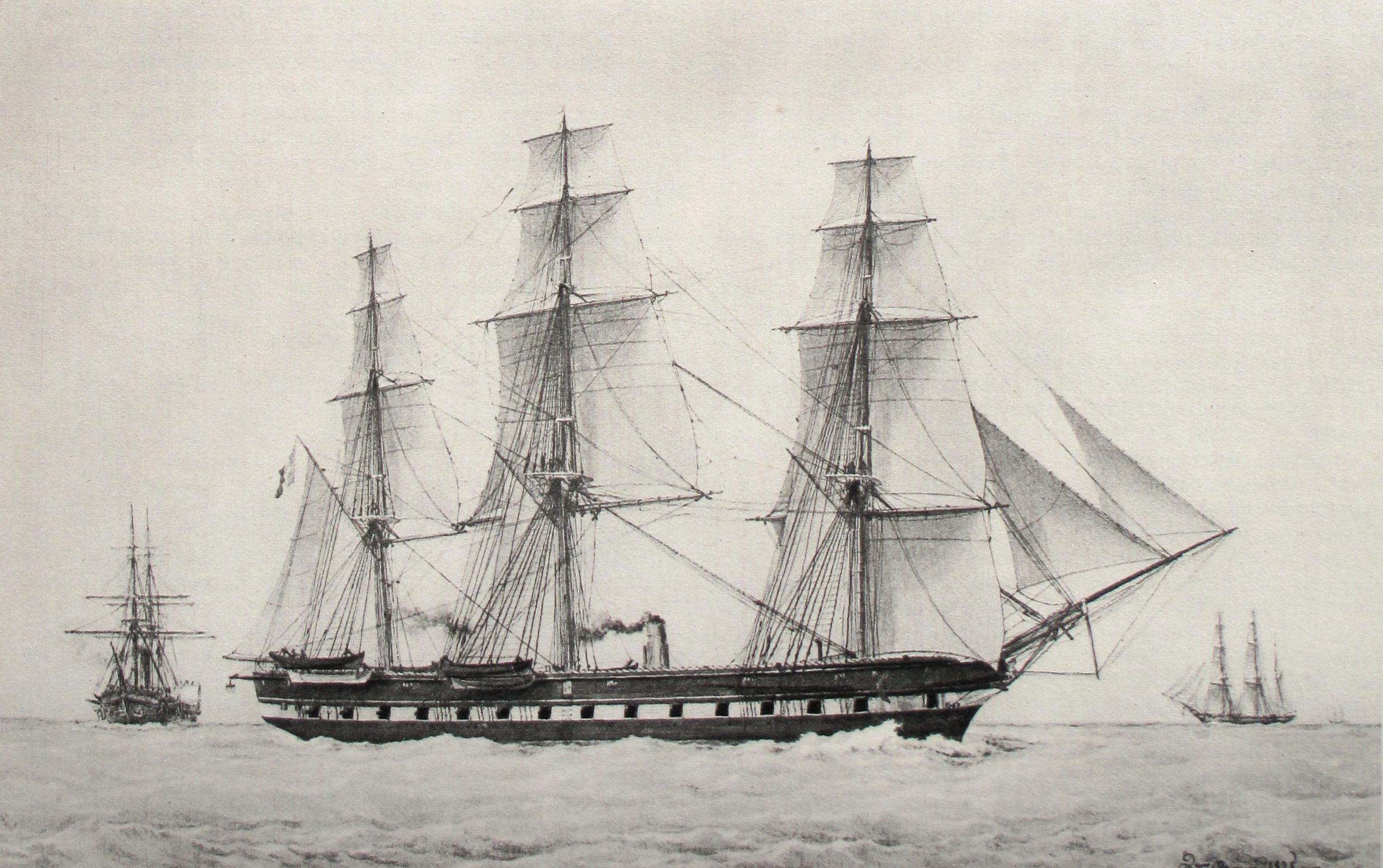
Frégate mixte à hélice Pomone.

Le 7 octobre 1848, Louis de Bussy quitte Lorient pour rejoindre une nouvelle affectation au port militaire de Toulon. Devenu sous-ingénieur de 2e classe, il embarque sur la frégate Pomone, « premier bâtiment de guerre pourvu d'une hélice » de la Marine nationale. Sa mission, comme ingénieur est d'observer, pendant la première campagne de ce navire, le comportement du nouveau propulseur. Le navire, attaché à l'escadre d'évolutions, débute par des périodes de station au Maroc et à Tunis, puis l'ordre est donné de rejoindre Montevideo en Amérique du Sud. La Pomone est déjà en route depuis un bon moment, pour cette nouvelle mission, lorsque l'arbre tubulaire porte-hélice se rompt. Pour ne pas perdre de temps, le commandant décide de continuer à la voile mais de faire relâche au port de la baie de Cadix pour que son jeune ingénieur puisse récupérer à l'« arsenal de la Caraque » les fournitures nécessaires pour réparer. La frégate reprend la mer rapidement et Louis de Bussy prend la direction de la réparation qu'il réussit à terminer avant la fin de la traversée ce qui permet au navire d'emboucher le Río de la Plata avec son moteur à vapeur. Cette réparation en mer, qui est une première de ce type sur un navire de la Marine nationale, vaut à l'ingénieur « un témoignage de satisfaction du ministre de la marine ».
Son second embarquement consécutif a lieu sur l'Alcibiade du 5 août au 4 octobre 1850.
Après ces deux années de navigation une nouvelle affectation le renvoie à Lorient où il prend la direction de la construction de divers petits navires. On lui confie notamment la construction de bombardes. Ne disposant que de plans incomplets, Louis de Bussy utilise différentes techniques de son invention pour réussir à rendre rigide ces « affûts flottants » afin qu'elles puissent permettre dans de bonnes conditions d'effectuer des tirs avec les gros mortiers dont elles sont équipés. Ces bombardes sont utilisés, avec succès, lors du bombardement de Sweaborg, en 1855.
Il est ensuite affecté à Orléans en « sous-ordre dans le grand bassin forestier de la Loire », au « service des bois de la Marine ». Durant cette période, il est promu sous-ingénieur de 1re classe le 13 avril 1854. En 1858, il rejoint pour quatre ans l'établissement des forges de la Chaussade à Guérigny, dont il prend la direction. 
Il est nommé, le 12 août 1860, chevalier de l'ordre national de la Légion d'honneur.

### Lorient: arsenal et port

#### Directeur de chantier
En 1862, Louis de Bussy est rappelé à Lorient pour prendre la direction de l'un des chantiers de l'Arsenal, il est « attaché au service des machines et des constructions neuves ». Cette même année, le 27 juillet, il est promu au grade d'ingénieur de 2e classe. 
À ce poste, il se fait notamment remarquer : en dessinant tous les plans et en dirigeant la construction du Port-Louis, un petit bâtiment ; et lorsqu'il dirige la construction de la Surveillante (en), frégate cuirassée de la classe Gauloise, sur un plan dû à l'ingénieur Henri Dupuy de Lôme, en proposant un « nouveau système de manœuvres des ancres ». Outre l'approbation de son supérieur hiérarchique, il reçut un deuxième « témoignage de satisfaction du ministre ». Par ailleurs, il demande et obtient l'installation d'un four à gaz du système Siemens pour l'atelier des bâtiments en fer. Cet investissement lui permet d'expérimenter les diverses possibilités d'emploi de l'acier dans la construction des navires. En 1869, Louis de Bussy est promu ingénieur de 1re classe.
En 1871, Louis de Bussy travaille sur des plans de navires pour répondre au concours ouvert par le Ministre de la Marine de la récente Troisième République pour un renouvellement de la flotte. Le cahier des charges comprend la création de trois nouvelles classes de bâtiments construits en fer : cuirassé de premier rang, avec notamment un tirant d'eau d'un maximum de 9 mètres et des plaques de blindage d'une épaisseur de 22 centimètres à la ceinture et de 12 et 16 cm au fort central ; garde-côte offensif ; et garde-côte défensif. Les plans de sa réponse offrent la particularité de s'écarter de la demande en substituant l'acier au fer ce qui permet une importante diminution du poids des coques et d'augmenter l'épaisseur des blindages tout en assurant une plus grande mobilité du fait d'un tirant d'eau plus faible. Cette proposition innovante lui doit de remporter ce concours.

#### Directeur des constructions navales
Il est nommé directeur des constructions navales de Lorient le 3 septembre 1875.

### Paris: ministère de la marine
En 1880, Louis de Bussy quitte Lorient pour rejoindre le ministère de la marine à Paris. En 1885, il devient inspecteur-général de la construction navale. Il conçoit le croiseur cuirassé Dupuy-de-Lôme, dont la construction commence en 1885, ainsi que le cuirassé Masséna, dont la construction est lancée en 1892.

## La difficulté d'innover
« Quand on a en tête des innovations aussi considérables, il faut attendre l'occasion favorable de les faire réussir; autrement on se brise, sans profit pour personne, contre l'étonnement des gens que rien n'a préparés à vous entendre ». Henri Dupuy de Lôme.
Or le rôle de Bussy est important dans l'établissement des modèles de la flotte de guerre : il est le premier à introduire l'acier dans la construction des coques de navires. Il perfectionne la forme des cuirasses et travaille à l'utilisation d'acier au nickel pour la protection des bâtiments. Auteur des cuirassés Le Redoutable (premier navire au monde à être construit en acier) et la Dévastation, des avisos des types Forbin et Condor. Son œuvre maîtresse est le croiseur cuirassé Dupuy-de-Lôme.

## Publications
- Notice sur les travaux et titres scientifiques de M. L. De Bussy, directeur des constructions navales, Paris, Gauthier-Villars, 1885, 22 p.[19].

## Études et carrière militaire
- 1er septembre 1842 : élève de l'École polytechnique[9],

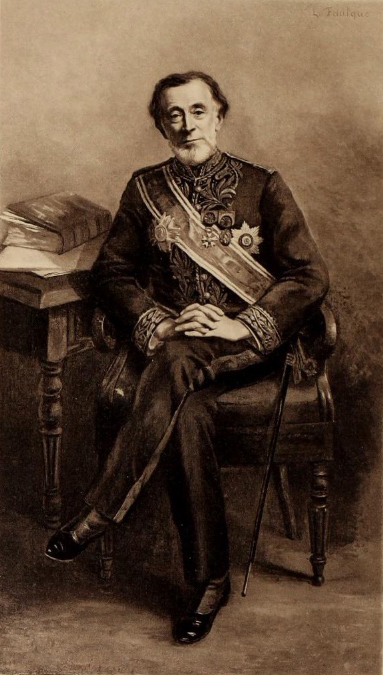
Portrait de Louis de Bussy membre de l'Institut, Inspecteur général du génie maritime (vers 1888).

- 19 mars 1845 : élève commissaire des poudres et salpètres[9],
- 27 mars 1845 : élève du Génie maritime[9],
- 3 octobre 1846 : Sous-ingénieur de 3e classe[1],
- 11 novembre 1848 : Sous-ingénieur de 2e classe[1],
- 17 février 1854 : Sous-ingénieur de 1re classe[1],
- 27 juillet 1862 : Ingénieur de 2e classe[1],
- 9 juin 1869 : Ingénieur de 1re classe[1],
- 3 septembre 1875 : Directeur des constructions navales[1] à Lorient,
- 1880 : Chef du service de la surveillance des travaux exécutés par l'industrie pour la Marine[19],
- 1881 : Chef du service technique des constructions navales au ministère de la Marine[19],
- 1883 : Membre du Conseil d'amirauté[19],
- 22 décembre 1885 : Inspecteur général du génie maritime[1].

## Distinctions et reconnaissances
- Grand officier de la Légion d'honneur par décret du 26 décembre 1888[1], son cordon lui est remis par le vice-amiral Louis Charles Georges Jules Lafont[20]
  - Commandeur de la Légion d'honneur par décret du 28 décembre 1882 [1]
  - Officier de la Légion d'honneur par décret du 30 décembre 1868[1]
  - Chevalier de la Légion d'honneur par décret du 12 août 1860[1]
- Grand-croix de l'Ordre de Saint-Stanislas (Russie impériale)[1]

### Membre d'institutions
- Royal Institution of Naval Architects (Londres)[19],
- 14 mai 1888 : élu à l'Académie des sciences, section Géographie et Navigation[19]. Il succède au général François Perrier.